# Gösta Runö
Gösta Otto Runö (født 9. december 1896 i Stockholm, død 13. november 1922 i Linköping) var en svensk moderne femkæmper, som deltog i OL 1920 i Antwerpen.
Runö blev med 27 point samlet nummer tre i moderne femkamp ved OL i 1920 i en konkurrence, der var domineret af svenskere. Således vandt Runös landsmænd, Gustaf Dyrssen og Erik de Laval, henholdsvis guld (18 point) og sølv (23 point). Runö vandt i 300 m svømning og 3000 m løb, blev nummer fem i ridekonkurrencen, nummer 16 i fægtning og nummer fire i skydning.
Runö var løjtnant i flyvevåbnet, og han stillede op i sin sport for I20 IF fra Umeå.
Han blev dræbt, da hans fly styrtede ned i sit Phönix D.III-fly. Hans far opsatte en lille mindesten på nedstyrtningsstedet i nærheden af Linköping.